# Upekkha
Az upekkha (dévanágari: ऊपेक्खा; szanszkrit: उपेक्षा)  vagy upéksa buddhista fogalom, amelynek magyar nyelvű fordítása egykedvűség, a hétköznapokon felülemelkedett szemlélődés, amely nem azonos a közönnyel. Ez az egyik brahma-vihára (meditatív tudatállapotok, amelyeket úgy is neveznek, hogy a „négy mérhetetlen”), amely tiszta tudatállapot.

## Páli irodalmi kontextusban
A páli kánonban és a poszt-kanonikus szövegmagyarázatokban az upekkha fontos lépcsőnek számít az egyén spirituális fejlődésében:
- Az upekkha a négy mérhetetlen tudatállapot egyike (brahma-vihára) - tisztító tudatállapot, amely rendkívül hatékony a vágyak, az undor és a tévelygés tudati szennyeződései ellen. Ilyen minőségében az upekkha a negyven hagyományos buddhista meditáció egyik tárgyát képezi (kammatthána).
- Az upekkha gyakorlása azt jelenti, hogy megingathatatlannak és semlegesnek maradni az élet nyolc megpróbáltatásával szemben: nyereség és veszteség, jó és rossz hírnév, dicsőítés és szidalom, szomorúság és boldogság (attha loka dhamma).[2]
- A meditációs elmélyülés kifejlesztésénél az upekkha az anyagi felszívódás legfontosabb tényezőjeként jelentkezik a harmadik és a negyedik dhjána szinteken.
- A hét megvilágosodási tényezőnél (boddzshanga) az upekkha tényezőjét legutolsóként kell kifejleszteni.
- A théraváda buddhizmusban a tíz páramita (tökéletesség) közül az upekkha a legutolsó bódhiszattva gyakorlat.